# Stephen Krashen
Stephen D. Krashen (Chicago, 14 maggio 1941) è un linguista e attivista statunitense.
È professore emerito all'Università della California meridionale. Nel 1994 si è trasferito dal dipartimento di linguistica alla facoltà di "School Education''.

## Biografia
Stephen Krashen ha ricevuto il dottorato di ricerca in linguistica all'Università della California - Los Angeles nel 1972.
Krashen tra i suoi lavori (pubblicati o meno) e libri, più di 486 pubblicazioni, ha dato dei contributi significativi negli ambiti dell'acquisizione delle lingue straniere, dell'educazione bilingue e degli effetti benefici della lettura in lingua straniera o "lingua seconda" (L2). Insieme al linguista Tracy Terrell, ha dato anche un grande contributo alla didattica acquisizionale formalizzando il Natural Approach, cioè un metodo glottodidattico basato sull'acquisizione linguistica in classe invece che sull'insegnamento.
È inoltre molto rinomato per aver introdotto varie ipotesi relative all'acquisizione di seconde lingue, tra cui l'ipotesi della distinzione tra apprendimento e acquisizione, l'ipotesi del monitor, l'ipotesi dell'input comprensibile, l'ipotesi dell'input più uno, l'ipotesi dell'ordine naturale di acquisizione, l'ipotesi del filtro affettivo, l'ipotesi del piacere, l'ipotesi della lettura e l'ipotesi del condotto. Queste ipotesi sono tra i fondamenti della linguistica acquisizionale delle L2 moderna e della didattica acquisizionale e hanno contribuito a puntare il focus anche sulle caratteristiche psicologiche dei discenti di L2 in quanto variabili fondamentali per arrivare al successo nell'acquisizione di una L2.
Più di recente, Krashen ha promosso l'uso del Free Voluntary Reading (FVR, lettura libera volontaria) o "lettura ricreativa" durante l'acquisizione delle seconde lingue, che definisce "il più potente strumento che abbiamo nell'educazione delle lingue, prime e seconde".